# Gudmand Stork
Albrecht Angajugdleĸ Gudmand Stork (17. června 1875, Qasigiannguit – 30. října 1936, Aamaruutissat) byl grónský lovec a severogrónský zemský rada.

## Životopis
Gudmand Stork byl synem Johana Henrika Christiana Storka (1849–1884) a jeho první manželky Ley Marie Elisabeth Dalager (1849–1877). Dne 9. dubna 1899 se v Ilulissatu oženil s Ane Marií Elisabeth Geislerovou (1879–1917), dcerou Jakoba Kristoffera Rasmuse Geislera a jeho manželky Karoline Vilhelmine Gjertrudové. Z tohoto manželství se narodilo osm dětí, z nichž čtyři zemřely v raném věku.
Po smrti své první ženy se 9. září 1921 v Aamaruutissatu oženil s ovdovělou Mette Agathe Antonette Regine Sandgreen (1883–1936), dcerou Nielse Carla Svenda Sandgreena a jeho manželky Salomine Sary. Z tohoto manželství se narodil další syn.
Gudmand Stork byl povoláním lovec. V roce 1911, kdy žil v Aamaruutissatu, byl zvolen do první Severogrónské zemské rady. Prvního zasedání se však nemohl zúčastnit. Dne 30. října 1936 zemřel na chřipku ve věku 61 let, jeho manželka podlehla o osm dní dříve.